# Krŏng Preăh Vĭhéar
Krŏng Preăh Vĭhéar är ett distrikt i Kambodja.   Det ligger i provinsen Preah Vihear, i den centrala delen av landet, 240 km norr om huvudstaden Phnom Penh.